# Surgeon

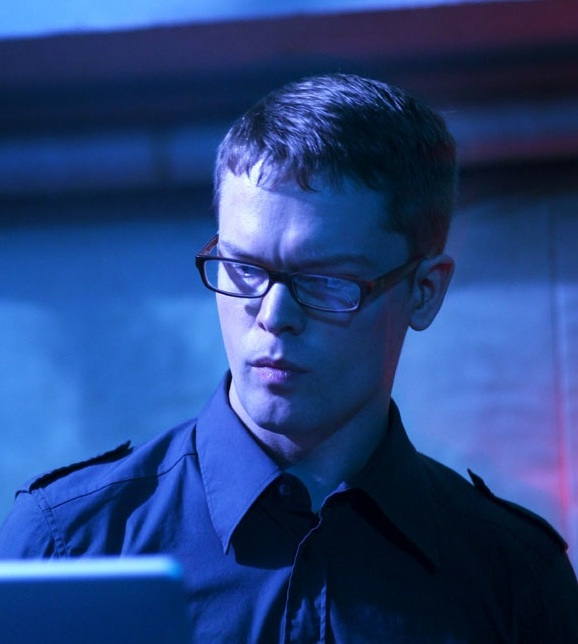
Surgeon

Surgeon (* 1. Mai 1971; eigentlich Anthony Child) ist ein britischer DJ und Produzent im Bereich der elektronischen Tanzmusik.
Surgeon war an Musikprojekten mit dem „Napalm Death“-Schlagzeuger Mick Harris, British Murder Boys (mit Regis), und Frequenz 7 (mit Ben Sims) beteiligt.
Er war drei Jahre lang Resident-DJ im Berliner Club Tresor. Außerdem ist Child Gründer und Besitzer der beiden Labels Counterbalance und Dynamic Tension. Viele andere Produktionen sind auf Labels wie Tresor Records, Soma Quality Recordings, und Harthouse erschienen. Child gilt als einer der ersten DJs, die in ihren DJ-Sets mit Ableton Live und Final Scratch auflegten.

## Biographie
Im Jahr 1989 spielte Child in einer Band namens Blim und lernte dabei Paul Damage kennen. Nachdem er 1994 den Birminghamer Produzenten Regis von Downwards-Records getroffen hatte, brachte er die Tracks Magneze und Electronically Tested heraus, die weltweit auf große Resonanz stießen. Es folgten die LPs „Basictonalvocabulary“ und „Balance“ auf Tresor-Records. Die gemeinsame Band Certain Beyond All Reasonable Doubt war für Surgeon ein erster musikalischer Schwenk abseits des Dancefloors. Ihre Alben „Anthony Child / Dr. Andrew Read“ und „Certain Beyond All Reasonable Doubt (live in Berlin)“ sorgen seit 1998 für Furore.
Januar 1999 erschien das dritte Album „Force and Form“ für Tresor.
2001 wurde die EP „British Murder Boys“ (zusammen mit Regis) im Groove Readers Poll zu den besten Tracks des Jahres gewählt.

## Diskographie (Auszug)

### Alben
- 1996: Communications
- 1997: Basictonalvocabulary
- 1998: Balance
- 1999: Force and Form
- 2000: Body Request
- 2011: Breaking The Frame
- 2015: Electronic Recordings from Maui Jungle Vol. 1
- 2016: From Farthest Known Objects
- 2016: Electronic Recordings from Maui Jungle Vol. 2
- 2018: Luminosity Device

### Dynamic Tension EPs
- 1997: Patience
- 1997: Learning
- 1998: Sound Pressure (mit James Ruskin)
- 1998: Credence
- 1999: East Light
- 1999: Dry
- 2005: Klonk
- 2007: Whose Bad Hands Are These? (mit Remixen von DisinVectant und Autechre)
- 2007: Whose Bad Hands Are These? (mit Remixen von Monolake und Vex'd)

### Counterbalance EPs
- 1999: Diametric
- 2000: La Real
- 2000: Waiting For Me
- 2000: Midnight Club Tracks Part I
- 2001: Midnight Club Tracks Part II
- 2001: Screw The Roses
- 2006: Floorshow Part I
- 2006: Floorshow Part II

### Collaborations
- 1998: Certain Beyond All Reasonable Doubt (mit Mick Harris)
- 2002: Guitar Treatments (mit Andrew Read)

#### Als British Murder Boys
- 2001: British Murder Boys
- 2003: Learn Your Lesson
- 2003: Don't Give Way To Fear
- 2004: Fist/Splinter
- 2005: Father Loves Us
- 2005: All The Saints Have Been Hung

### Compilations
- 2001: Counterbalance Collection
- 2007: This Is For You Shits

### Remixe (Auszug)
- 1996: The Storm – Dave Clarke
- 1996: The House Of God – D.H.S.
- 1996: It One Jah – The Advent
- 1998: Fear Satan – Moguai
- 1999: Nurture – LFO
- 2001: California Rhinoplasty – Matmos
- 2001: Teenage Lightning – Coil